# The Vision of the Shepherd
The Vision of the Shepherd è un cortometraggio muto del 1915 diretto da Colin Campbell.

## Produzione
Il film fu prodotto dalla Selig Polyscope Company.

## Distribuzione
Distribuito dalla General Film Company (o V-L-S-E), il film - un cortometraggio in due bobine - uscì nelle sale cinematografiche statunitensi il 1º febbraio 1915.